# Église Sainte-Jeanne-d'Arc de Mulhouse
L'église Sainte-Jeanne-d'Arc est un monument historique situé à Mulhouse, dans le département français du Haut-Rhin.

## Localisation
Ce bâtiment est situé au 77, rue Vauban à Mulhouse.

## Historique
L'édifice fait l'objet d'une inscription au titre des monuments historiques depuis 1990.

## Architecture
L'église, édifiée dans les années 1930, est construite avec du béton armé et des briques, elle est inspirée de l’Art déco et du style néo-byzantin.